# Tolleson
Tolleson – miasto w Stanach Zjednoczonych, w stanie Arizona, w hrabstwie Maricopa.